# Camilla Brinck
Camilla Therése Brinck, född 24 maj 1974, är en svensk barnboksförfattare, entreprenör och popartist. Hon är författare till barnbokserien Musse och Helium.

## Biografi
Brinck är född och uppvuxen i Fittja i Botkyrka kommun, men bor sedan 2023 i Ängelholm.

### Musikkarriär
I början av 2000-talet arbetade Camilla Brinck som artist, låtskrivare och producent. Hennes första album Heaven släpptes 2001, samma år som hon tillsammans med Johan Fjellström och Joakim Udd skrev låten "Sorry" till gruppen K-otic i Holland som sålde dubbel platina. Brinck deltog i Melodifestivalen 2005 med låten "Jenny".  Mellan 2006 och 2008 var Brinck medlem i syntpopgruppen Nouveau Riche och har också DJ:at på många nattklubbar i Stockholm.  2009 släppte hon tillsammans med Mange Schmidt singeln "KK".

### Författarkarriär
Sedan 2017 har hon arbetat som barnboksförfattare med bokserien om "Musse och Helium". Böckerna har sålts i över två miljoner exemplar i Norden. Brinck ser sig mer som entreprenör än som författare och lägger stor vikt vid att sälja kringprodukter med Musse och Helium. Hon har uppgett att hon har dyslexi och knappt har läst en bok förutom sina egna.

## Diskografi

### Studioalbum
| År   | Albuminformation                                       | SVE |
| ---- | ------------------------------------------------------ | --- |
| 2001 | Heaven - Släppt: 2001 - Skivbolag: Virgin - Format: CD | 56  |

### Singlar
| År                                                  | Titel                           | SVE | Album       |
| --------------------------------------------------- | ------------------------------- | --- | ----------- |
| 2000                                                | "Bye Bye Forever (Chiki Chiki)" | 21  | Heaven      |
| 2001                                                | "Tell Me"                       | 28  | Heaven      |
| 2001                                                | "Heaven"                        | 25  | Heaven      |
| 2005                                                | "Jenny"                         | –   | Inget album |
| "—" betecknar en singel som inte gick in på listan. |                                 |     |             |